# Labyrinthulida
Ordre
Les Labyrinthulida sont un ordre de chromistes de l'embranchement des Bigyra, et de la classe des Labyrinthulea.

## Liste des familles
Selon AlgaeBase (11 septembre 2022) :
- Labyrinthulaceae Haeckel, 1868

## Systématique
Le nom correct complet (avec auteur) de ce taxon est Labyrinthulida Lankester , 1877.